# Gonzalo Sánchez de Lozada
Gonzalo Sánchez de Lozada y Sánchez de Bustamante (ur. 1 lipca 1930 w Cochabambie) –                                                                                          boliwijski przedsiębiorca i polityk.

## Życiorys
Urodził się w rodzinie boliwijskich oligarchów. Studiował filozofię i literaturę w Stanach Zjednoczonych. Po powrocie z kraju stał się jednym z pierwszych producentów filmowych w Boliwii. Założył przedsiębiorstwa górnicze Andean Geo-Services Ltd i Compana Minera de Sur, zostając dzięki temu właścicielem licznych kopalni i złóż. Sprawiły one również, że zyskał opinię najbogatszego człowieka w kraju.
W polityce udzielał się od 1977. O 1979 do 1985 (z przerwami) był członkiem Izby Deputowanych z ramienia partii centrum - Rewolucyjnego Ruchu Nacjonalistycznego (MNR). Będąc liberałem opowiadał się za gospodarką rynkową i bliskimi stosunkami ze Stanami Zjednoczonymi. Jako minister planowania (1985) i przewodniczący senatu (1985-1986) zrealizował program "terapii szokowej", tj. uzdrowienia gospodarki krajowej: zdławiono hiperinflację sięgającą 25000%. W 1985 kandydował również na prezydenta Boliwii. Startował również w 1989, jednak pokonał go rywal z socjalistycznej partii MIR - Jaime Paz Zamora. Od 1988 stał na czele MNR, a od 6 sierpnia 1993 do 6 sierpnia 1997 - na czele państwa jako prezydent kraju. Wcielał w życie ekonomiczne, polityczne i społeczne reformy, m.in. prywatyzując największe państwowe przedsiębiorstwa, ograniczając uprawy koki, zamykając deficytowe kopalnie cyny i poszerzając reprezentację Indian w parlamencie. Doprowadził do otwarcia Boliwii dla zagranicznych inwestycji. 6 sierpnia 2002 objął ponownie to stanowisko, zapowiadając kontynuację reform gospodarczych, lecz masowe protesty społeczeństwa sprawiły, że ustąpił w dniu 17 października 2003, po czym wyemigrował do Stanów Zjednoczonych.